# 268 av. J.-C.
Cette page concerne l'année 268 av. J.-C. du calendrier julien proleptique.

## Événements
- 15 mars (21 avril du calendrier romain) : début à Rome du consulat de Appius Claudius Russus  et Publius Sempronius Sophus[1].
  - Soumission du Picenum par les deux consuls[1]. Fondation d'une colonie romaine à Ariminum (Rimini) sur l'Adriatique pour contrôler la route principale utilisée par les raids gaulois[2].
  - Fondation d'une colonie romaine à Beneventum (Bénévent) par Rome pour surveiller les Samnites[2].
  - Les Sabins reçoivent la citoyenneté romaine[1].
- Août : décret de Chrémonidès. Alliance d'Athènes avec Sparte et Ptolémée II. Début de la guerre chrémonidéenne des cités grecques contre la Macédoine[3].

- Arcésilas de Pitane prend la direction de l'Académie d'Athènes à la mort de Cratès et fonde la Nouvelle Académie (fin en 241 av. J.-C.)[4].
- Lycon de Troade prend la direction du lycée d'Athènes à la mort de Straton de Lampsaque (fin en 224 av. J.-C.)[5].